# Roberto Chiacig
Roberto Chiacig (Cividale del Friuli, 1º dicembre 1974) è un cestista italiano.
Alto 2,10 m, gioca nel ruolo di centro. È soprannominato Ghiaccio.

## Carriera

### Club

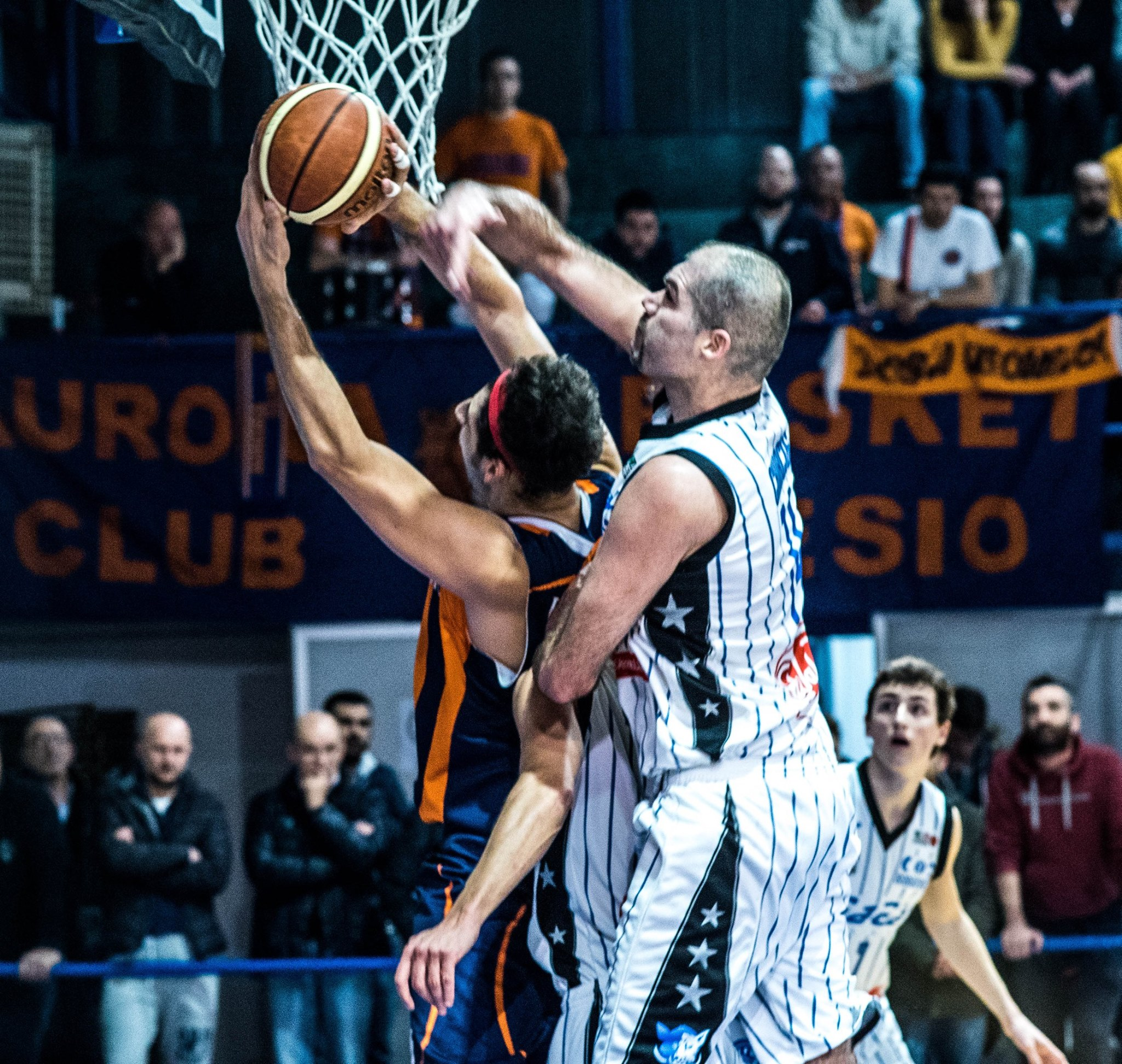
Chiacig, in maglia bianca, nel 2016.

Cresciuto cestisticamente alla Benetton, nella stagione 1994-95 viene prestato in A2 alla Floor Padova per maturare esperienza sul parquet. Viste le ottime prestazioni, nella città patavina, la dirigenza della squadra trevigiana decide, nel 1995, di farlo rientrare dal prestito. Resterà a Treviso soltanto un anno.
Nel 1996-97, a seguito della sentenza Bosman, viene ingaggiato dall'AEK Atene. L'anno successivo ritorna in Italia nelle file della Fortitudo Bologna, contribuendo in maniera fondamentale alla vittoria della prima Coppa Italia per la squadra felsinea.
Nel gennaio 1999 passa, con la formula del prestito, alla Zucchetti Reggio Emilia. Nel 1999-2000 è nel roster della Zucchetti Montecatini, squadra neopromossa in Serie A1.
Nel 2000 approda alla Montepaschi Siena, con cui vince un scudetto nella stagione 2003-04, una Supercoppa italiana nel 2004 e l'ultima edizione della coppa Saporta nella stagione 2001-02.
Nell'estate 2006 passa al Pamesa Valencia nel campionato spagnolo. La nuova esperienza all'estero dura pochi mesi, e nel febbraio 2007 si trasferisce alla Lottomatica Roma, che lo ha preso in prestito dalla squadra iberica.
Nella stagione 2007-08 ha giocato nella Virtus Bologna.
Il 26 aprile 2009 conquista con le V Nere l'EuroChallenge contribuendo alla vittoria sullo Cholet Basket. Nel febbraio 2011 viene ingaggiato dalla Pallacanestro Reggiana. Alla distanza di 12 anni torna così in maglia biancorossa, contribuendo a riportare la squadra nella massima serie.
Nel mese di agosto 2012, lasciato libero da Reggio Emilia, viene aggregato, soltanto per gli allenamenti, all'Olimpia Milano.
Il 15 settembre 2012 viene aggregato all'Angelico Biella, che lo tessera ufficialmente il 26 settembre per poi rilasciarlo due mesi più tardi. Nel gennaio 2013 torna a Siena accordandosi con il Costone, squadra militante in Divisione Nazionale B (quarta serie nazionale), con un accordo che gli permetteva di accasarsi altrove in caso di altre offerte. Il 26 febbraio dello stesso anno si trasferisce alla Fortitudo Agrigento. Nell'agosto 2013 si aggrega alla Pallacanestro Cantù per il precampionato, ma la stagione la inizia a Scafati dove aveva già militato, con la società che nel frattempo è scesa dalla Legadue alla DNB per via della mancanza di partecipazione da parte della città.
Nell'estate 2014 ritorna a Siena vestendo la maglia della Mens Sana 1871, nuova società sorta sulle ceneri della vecchia Mens Sana Basket dichiarata fallita, militante in serie B nella stagione 2014-15.
Per la stagione 2015-16 torna nuovamente in serie B nella Virtus Cassino. Dopo due mesi rescinde il contratto con il club e a dicembre si accasa sempre in serie B alla Pallacanestro Orzinuovi.
Nel mese di agosto del 2016 firma un contratto con la CUS Jonico Basket Taranto, militante in serie B.
Dopo un iniziale periodo da svincolato, nel mese di ottobre del 2017, viene messo sotto contratto dalla Libertas Livorno, militante nel girone A di serie B.
Per la stagione 2018-19, milita in serie C gold lombarda con la squadra Gilbertina Soresina, con la quale vince il campionato e viene promosso in serie B.
Il 29 febbraio 2020 fa ritorno sul parquet di gioco all'età di 45 anni, venendo tesserato dopo un mese di prova per la terza volta nella sua lunga carriera dalla Mens Sana 1871, in Promozione del girone toscano. Tuttavia non riuscì mai a giocare, a causa dell'interruzione del campionato per le restrizioni dovute all'epidemia da Covid-19.
Nella stagione 2022-2023 torna invece a giocare, stavolta vestendo la maglia del CUS Siena Basket, sempre in Promozione. Il 13 aprile 2023, con tre giornate di anticipo, conquista con gli Springtails la promozione in Serie D.

### Nazionale
Con la nazionale italiana ha vinto la medaglia d'oro agli Europei del 1999, quella di bronzo agli Europei del 2003 e quella d'argento alle Olimpiadi di Atene 2004.

## Onorificenze

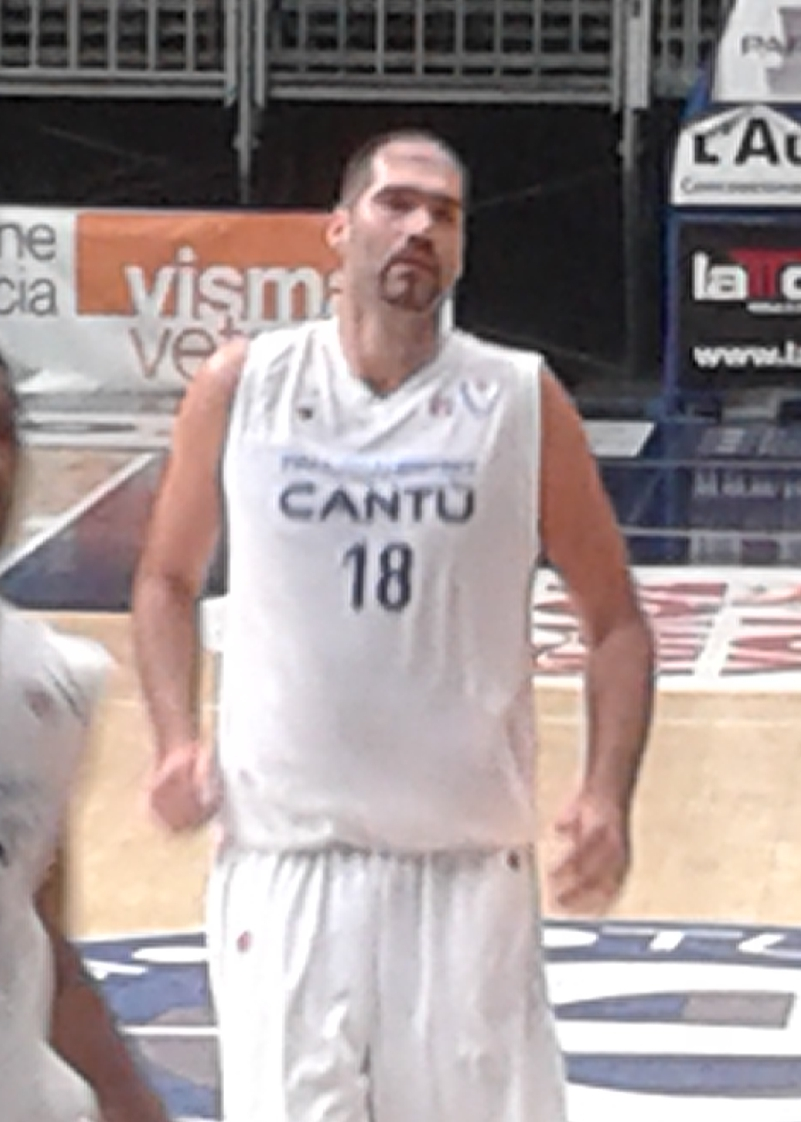
Chiacig a Cantù nel precampionato 2013-14

## Palmarès

### Club

#### Competizioni Nazionali
- Campionato italiano: 1

Mens Sana Siena: 2003-04
- Coppa Italia: 1

Fortitudo Bologna: 1998
- Supercoppa italiana: 2

Fortitudo Bologna: 1998
Mens Sana Siena: 2004

#### Competizioni Internazionali
- Coppa Saporta: 1

Mens Sana Siena: 2001-02
- EuroChallenge: 1

Virtus Bologna: 2008-09

### Competizioni Regionali
- Campionato di Promozione: 1

CUS Siena: 2022-23

### Nazionale
- Olimpiadi:
 Atene 2004
- Europei: 
 Francia 1999
 Svezia 2003